# Équipe du Cameroun olympique de football
Maillots
L'équipe du Cameroun olympique de football  représente le Cameroun dans les compétitions de football espoirs comme les Jeux olympiques d'été, où sont conviés les joueurs de moins de 23 ans.

## Palmarès
- Vainqueur des Jeux olympiques en 2000

## Parcours lors des Jeux olympiques
Depuis les Jeux olympiques d'été de 1992, le tournoi est joué par des joueurs de moins de 23 ans .
| Football aux Jeux olympiques | Football aux Jeux olympiques | Football aux Jeux olympiques | Football aux Jeux olympiques | Football aux Jeux olympiques | Football aux Jeux olympiques | Football aux Jeux olympiques | Football aux Jeux olympiques | Football aux Jeux olympiques |
| Année                        | Tour                         | Classement                   | J                            | G                            | N                            | P                            | Bp                           | Bc                           |
| ---------------------------- | ---------------------------- | ---------------------------- | ---------------------------- | ---------------------------- | ---------------------------- | ---------------------------- | ---------------------------- | ---------------------------- |
| 1896                         | Pas de Tournoi               | -                            | -                            | -                            | -                            | -                            | -                            | -                            |
| 1900                         | Non participant              | -                            | -                            | -                            | -                            | -                            | -                            | -                            |
| 1904                         | Non participant              | -                            | -                            | -                            | -                            | -                            | -                            | -                            |
| 1908                         | Non participant              | -                            | -                            | -                            | -                            | -                            | -                            | -                            |
| 1912                         | Non participant              | -                            | -                            | -                            | -                            | -                            | -                            | -                            |
| 1920                         | Non participant              | -                            | -                            | -                            | -                            | -                            | -                            | -                            |
| 1924                         | Non participant              | -                            | -                            | -                            | -                            | -                            | -                            | -                            |
| 1928                         | Non participant              | -                            | -                            | -                            | -                            | -                            | -                            | -                            |
| 1932                         | Non participant              | -                            | -                            | -                            | -                            | -                            | -                            | -                            |
| 1936                         | Non participant              | -                            | -                            | -                            | -                            | -                            | -                            | -                            |
| 1948                         | Non participant              | -                            | -                            | -                            | -                            | -                            | -                            | -                            |
| 1952                         | Non participant              | -                            | -                            | -                            | -                            | -                            | -                            | -                            |
| 1956                         | Non participant              | -                            | -                            | -                            | -                            | -                            | -                            | -                            |
| 1960                         | Non participant              | -                            | -                            | -                            | -                            | -                            | -                            | -                            |
| 1964                         | Non participant              | -                            | -                            | -                            | -                            | -                            | -                            | -                            |
| 1968                         | Non participant              | -                            | -                            | -                            | -                            | -                            | -                            | -                            |
| 1972                         | Non participant              | -                            | -                            | -                            | -                            | -                            | -                            | -                            |
| 1976                         | Non participant              | -                            | -                            | -                            | -                            | -                            | -                            | -                            |
| 1980                         | Non participant              | -                            | -                            | -                            | -                            | -                            | -                            | -                            |
| 1984                         | 1er tour                     | 11                           | 3                            | 1                            | 0                            | 2                            | 3                            | 5                            |
| 1988                         | Non participant              | -                            | -                            | -                            | -                            | -                            | -                            | -                            |
| 1992                         | Non participant              | -                            | -                            | -                            | -                            | -                            | -                            | -                            |
| 1996                         | Non participant              | -                            | -                            | -                            | -                            | -                            | -                            | -                            |
| 2000                         | Vainqueur                    | 1                            | 6                            | 4                            | 2                            | 0                            | 11                           | 8                            |
| 2004                         | Non participant              | -                            | -                            | -                            | -                            | -                            | -                            | -                            |
| 2008                         | Quart de finale              | 8                            | 4                            | 1                            | 2                            | 1                            | 2                            | 3                            |
| 2012                         | Non participant              | -                            | -                            | -                            | -                            | -                            | -                            | -                            |
| 2016                         | Non qualifiée                | -                            | -                            | -                            | -                            | -                            | -                            | -                            |
| 2021                         | Non qualifiée                | -                            | -                            | -                            | -                            | -                            | -                            | -                            |
| 2024                         | À venir                      | -                            | -                            | -                            | -                            | -                            | -                            | -                            |
| Total                        | 3/26                         | 1 médaille                   | 13                           | 6                            | 4                            | 3                            | 16                           | 16                           |

## Effectif 2008
| #          | Nom                       | Club                     | Âge      | Joués    | But inscrit | Averti   | Carton jaune · Carton jaune · Carton rouge | Carton rouge |
| Gardiens   | Gardiens                  | Gardiens                 | Gardiens | Gardiens | Gardiens    | Gardiens | Gardiens                                   | Gardiens     |
| ---------- | ------------------------- | ------------------------ | -------- | -------- | ----------- | -------- | ------------------------------------------ | ------------ |
| 1          | Amour Patrick Tignyemb    | Tonnerre Yaoundé         | 23       | 0        | 0           | 0        | 0                                          | 0            |
| 16         | Joslain Mayebi            | Hakoah Amidar Ramat Gan  | 21       | 0        | 0           | 0        | 0                                          | 0            |
| Défenseurs |                           |                          |          |          |             |          |                                            |              |
| 3          | Antonio Ghomsy*           | FC Messine               | 24       | 0        | 0           | 0        | 0                                          | 0            |
| 4          | André Bikey               | Reading FC               | 23       | 0        | 0           | 0        | 0                                          | 0            |
| 5          | Alexandre Song            | Arsenal FC               | 20       | 0        | 0           | 0        | 0                                          | 0            |
| 12         | Paul Rolland Bebey Kingué | Astres FC                | 21       | 0        | 0           | 0        | 0                                          | 0            |
| 13         | Nicolas Nkoulou           | AS Monaco FC             | 18       | 0        | 0           | 0        | 0                                          | 0            |
| 18         | Alexis Enam               | Club africain            | 21       | 0        | 0           | 0        | 0                                          | 0            |
| Milieux    |                           |                          |          |          |             |          |                                            |              |
| 2          | Albert Baning             | Paris Saint-Germain      | 23       | 0        | 0           | 0        | 0                                          | 0            |
| 6          | Stéphane Mbia             | Stade rennais            | 22       | 0        | 0           | 0        | 0                                          | 0            |
| 8          | Georges Mandjeck          | VfB Stuttgart            | 19       | 0        | 0           | 0        | 0                                          | 0            |
| 9          | Franck Songo'o            | Portsmouth Football Club | 21       | 0        | 0           | 0        | 0                                          | 0            |
| 14         | Aurélien Chedjou          | Lille OSC                | 23       | 0        | 0           | 0        | 0                                          | 0            |
| 15         | Landry N'Guemo            | AS Nancy-Lorraine        | 22       | 0        | 0           | 0        | 0                                          | 0            |
| 17         | Alain Junior Ollé Ollé    | SC Fribourg              | 21       | 0        | 0           | 0        | 0                                          | 0            |
| Attaquants |                           |                          |          |          |             |          |                                            |              |
| 7          | Marc Mboua                | Cambuur Leeuwarden       | 21       | 0        | 0           | 0        | 0                                          | 0            |
| 10         | Christian Bekamenga       | FC Nantes                | 22       | 0        | 0           | 0        | 0                                          | 0            |
| 11         | Gustave Bebbe*            | Ankaragücü               | 26       | 0        | 0           | 0        | 0                                          | 0            |
| Entraîneur |                           |                          |          |          |             |          |                                            |              |
|            | Jules Frédéric Nyongha    |                          | 62       |          |             |          |                                            |              |